# Hohnhorst
Hohnhorst ist eine Gemeinde innerhalb der Samtgemeinde Nenndorf im Landkreis Schaumburg in Niedersachsen.

## Geografie

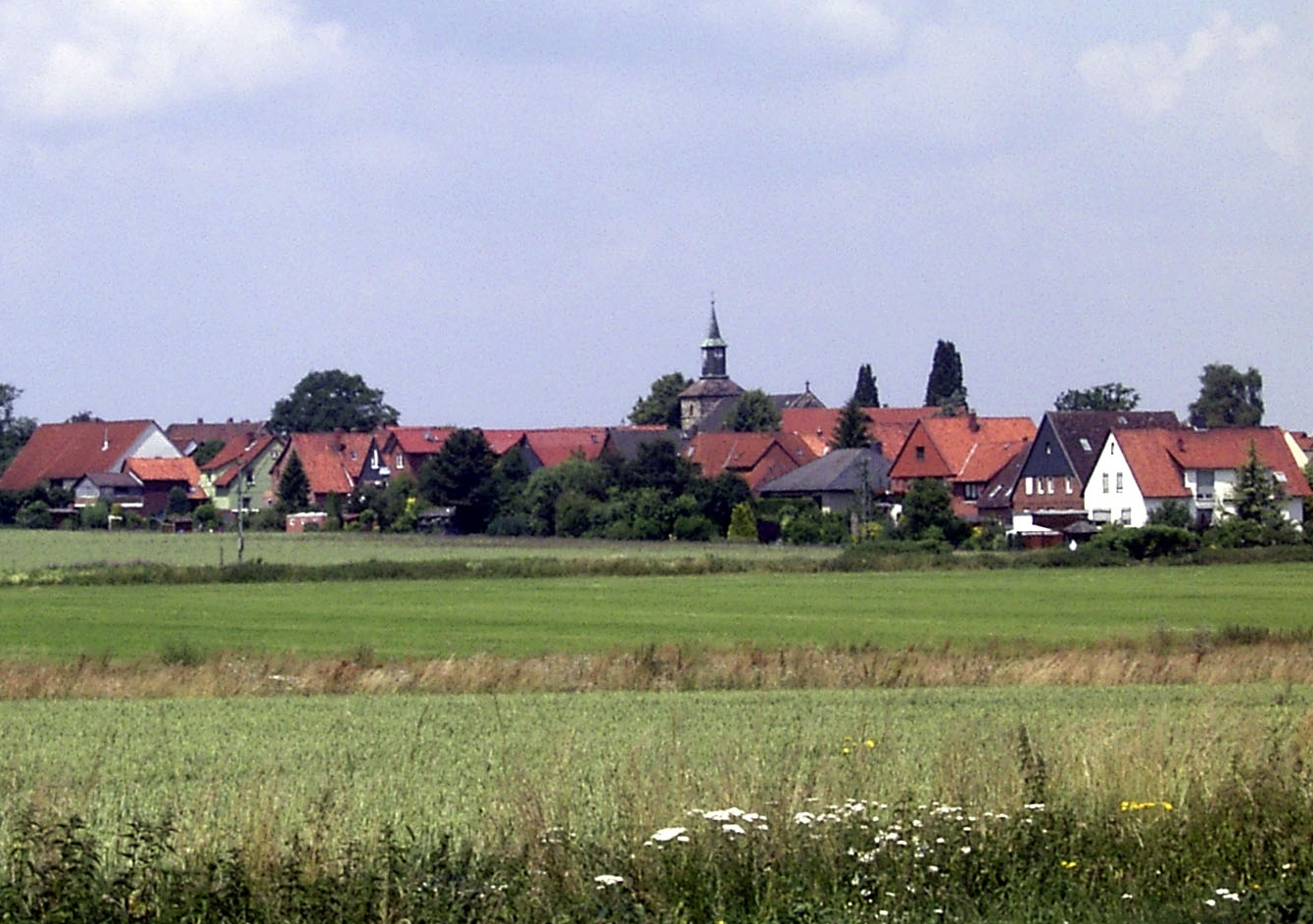
Hohnhorst

### Geografische Lage
Hohnhorst liegt zwischen Mittellandkanal und Haster Wald im Norden und Bad Nenndorf am Deister im Süden. Die durch flaches Ackerland geprägte Landschaft der Gemeinde durchfließen der Haster Bach, die Osterriehe, der Büntegraben und die Rodenberger Aue. Die Bahnstrecke Hannover–Minden führt durch die Gemeinde, wie auch die S-Bahn-Strecke Haste-Bad Nenndorf-Weetzen-Hannover und die Bundesstraße 442. Seit 2009 gehört auch das Neubaugebiet Hinter den Höfen zur Gemeinde.

### Gemeindegliederung
Die Gemeinde besteht aus den Ortschaften
- Hohnhorst mit dem Ortsteil Scheller und 930 Einwohnern
- Ohndorf mit der Bradtmühle sowie der ehemaligen Molkerei und 377 Einwohnern
- Rehren, hierzu gehören noch die Rehrener Mühle mit drei Wohngebäuden sowie die Ortschaften Rehrwiehe und Nordbruch mit 758 Einwohnern.

## Geschichte

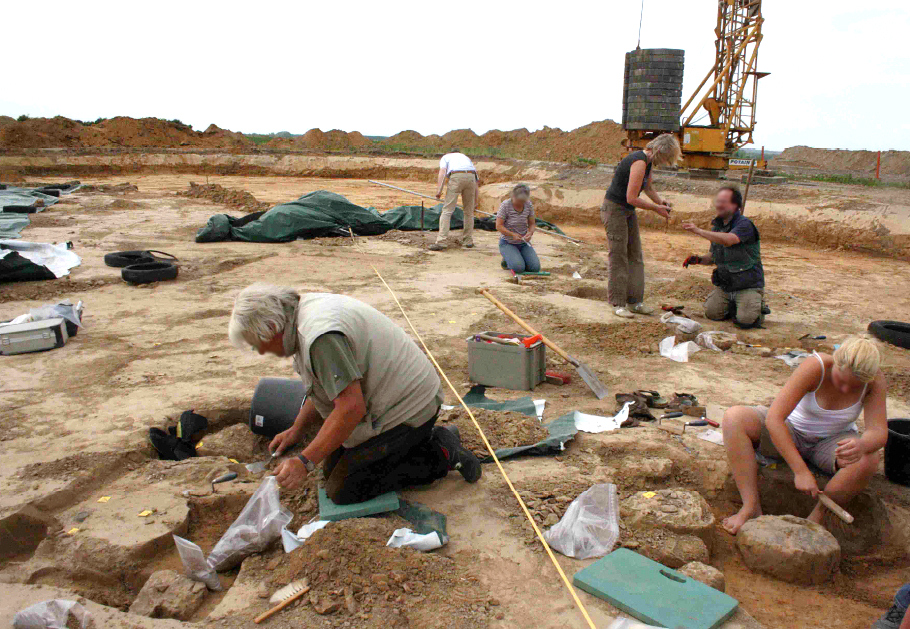
Ausgrabung des Urnengräberfeldes Hohnhorst im Mai 2011

Die landwirtschaftlich geprägte Gegend nördlich des Deisters ist seit vorgeschichtlicher Zeit besiedelt. Im Jahre 2011 wurde bei der Errichtung einer Biogasanlage das Urnengräberfeld Hohnhorst aus der vorrömischen Eisenzeit etwa um das 7. bis 3. Jahrhundert v. Chr. entdeckt. Bei einer zweiwöchigen Rettungsgrabung wurden rund 350 Bestattungen dokumentiert. Damit zählt das Gräberfeld zu den größeren Anlagen dieser Epoche in Norddeutschland. Die Restaurierung der Fundstücke und die wissenschaftliche Aufarbeitung sind derzeit (2012) in Planung. Einzelne Fundstücke werden bereits am Fundort in einer kleinen Ausstellung gezeigt.
Hohnhorst wird erstmals zwischen 1121 und 1140 in einer Urkunde zur Grundbesitzübertragung an die Mindener Kirche als Hanhurst erwähnt. Um 1380 belehnt Graf Otto von Holstein-Schaumburg einen Theobert von Hohnhorst mit dem Zehnten. Einer seiner Nachfolger verkaufte 1494 einen halben Zehnten an die Brüder Hinrich und Lambert von Dageforde.
In Hohnhorst wurde 1581 eine Hexenverfolgung durchgeführt: Barbara Bruggenmansche geriet in einen Hexenprozess.
Bei der Teilung der alten Grafschaft Schaumburg 1647/1648 kam Hohnhorst zum hessischen Teil. Bis 1932 war die Gemeinde hessisches Territorium. Es folgte die Angliederung an die preußische Provinz Hannover. Bis zum 1. August 1977 gehörte Hohnhorst zum Landkreis Grafschaft Schaumburg und ging dann in den neuen Landkreis Schaumburg über.
Im Jahr 1933 wurde an der Gemarkungsgrenze zu Haste eine Stuhlfabrik errichtet, die jedoch Mitte der 1970er die Produktion einstellte. Ebenfalls 1933 erfolgte die Gründung der Freiwilligen Feuerwehr Hohnhorst.
Die übrigen Orte der Gemeinde können auf eine ca. 700-jährige schriftlich überlieferte Geschichte zurückblicken.
Die bis zum 1. März 1974 selbstständigen Gemeinden Hohnhorst, Ohndorf und Rehren, Amtsgerichtsbezirk Rodenberg (kurz: Rehren AR), wurden bei der Gebietsreform zusammengefügt.

## Politik

### Gemeinderat
Der Rat der Gemeinde Hohnhorst besteht aus 13 Ratsfrauen und Ratsherren. Dies ist die festgelegte Anzahl für die Mitgliedsgemeinde einer Samtgemeinde mit einer Einwohnerzahl zwischen 2001 und 3000 Einwohnern.

Die Ratsmitglieder werden durch eine Kommunalwahl für jeweils fünf Jahre gewählt. Die aktuelle Amtszeit begann am 1. November 2021 und endet am 31. Oktober 2026.
Die letzte Kommunalwahl am 11. September 2021 ergab das folgende Ergebnis:
| Gemeinderat 2021Insgesamt 13 Sitze - SPD: 4 - Grüne: 1 - WGN: 1 - CDU: 7 |

Vorherige Wahlergebnisse
| Wahljahr | CDU | SPD | WGN | FWH | Gesamt   |
| 2016     | 6   | 6   | 1   | —   | 13 Sitze |
| 2011     | 6   | 5   | 2   | —   | 13 Sitze |
| 2006     | 5   | 5   | —   | 3   | 13 Sitze |

### Bürgermeister/Verwaltung
Bei der Kommunalwahl 2016 wurde der damalige Kreislandwirt Cord Lattwesen (CDU) zum Bürgermeister der Gemeinde gewählt. Das Gemeindebüro befindet sich in der Ohndorfer Straße 4 a.

### Wappen
In Rot ein dreireihig schwarz-silbern geschachteter Sparren, darunter ein silbernes Nesselblatt.

## Kultur und Sehenswürdigkeiten

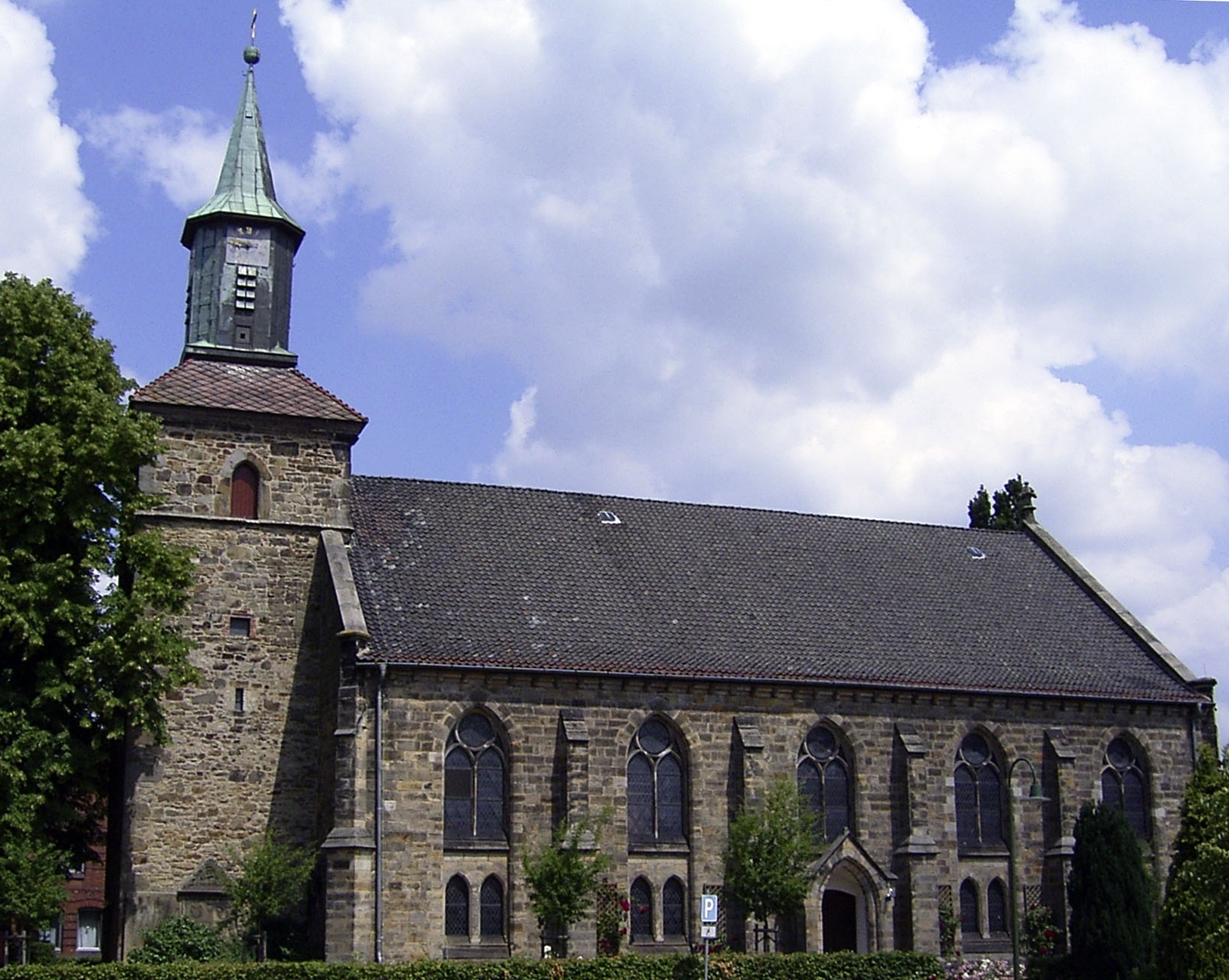
Evangelische Kirche St. Martin

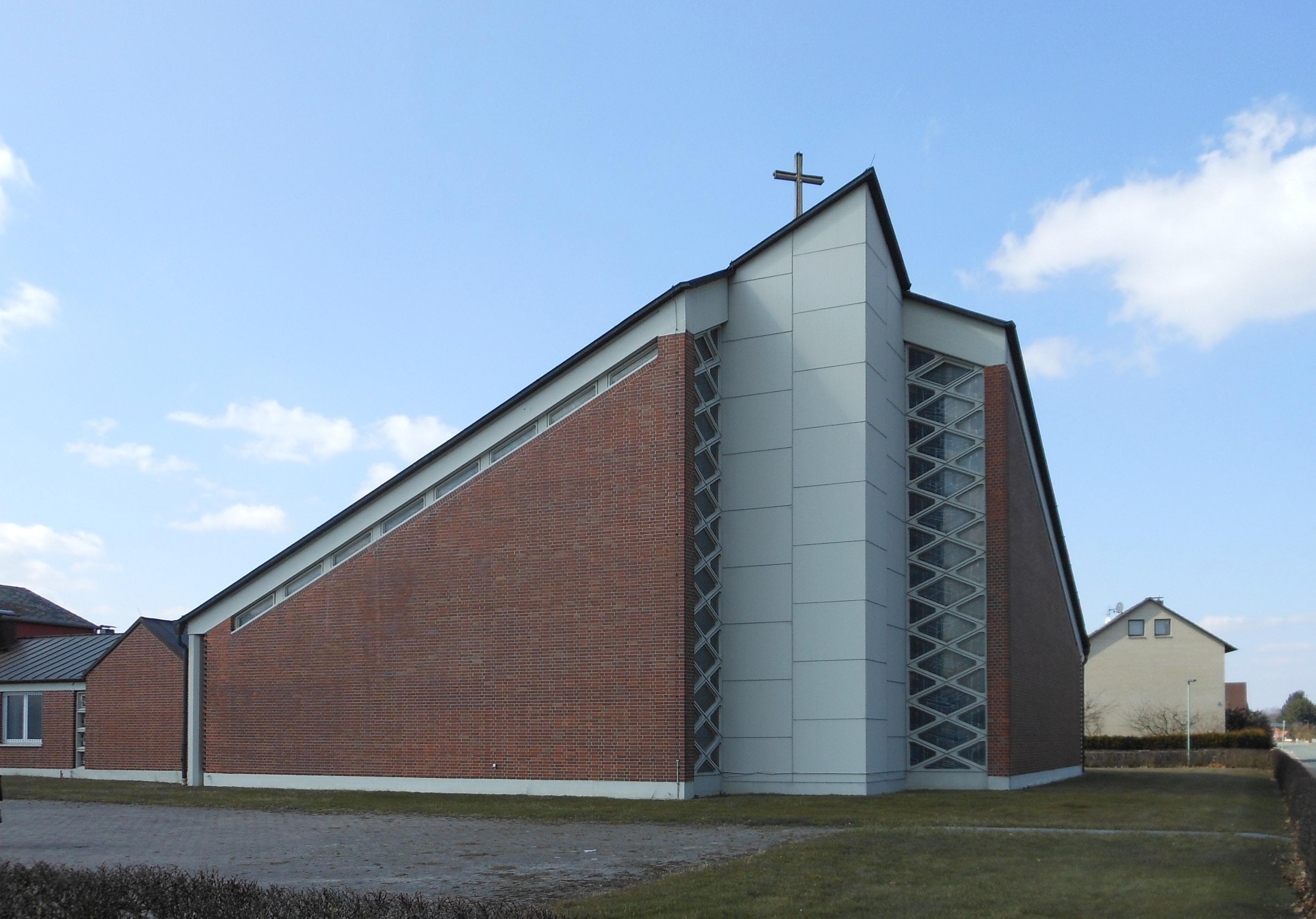
Katholische Kirche St.-Petrus-Canisius

### Theater und Museen
- Das Ohndorf-Theater ist eine Laienspielgruppe.

### Bauwerke
- Die evangelische Pfarrkirche St. Martin in Hohnhorst mit einem 1899 im neugotischen Stil des Conrad Wilhelm Hase erbauten Langhaus und einem Kreuzgewölbe aus dem 13. Jahrhundert. Der Taufstein stammt aus der Vorgängerkirche und datiert aus dem Jahr 1601.
- 1966 fand die Grundsteinlegung der katholischen St.-Petrus-Canisius-Kirche im Ortsteil Scheller statt. Die Kirche wird als Filialkirche genutzt und gehört zur Kirchengemeinde Maria vom heiligen Rosenkranz in Bad Nenndorf.

### Sport
- TuS Germania Hohnhorst e. V. von 1912 mit den Sparten Turnen, Wandern, Tischtennis, Tennis, Handball, Gymnastik, Leichtathletik und Badminton. Es stehen eine Übungshalle im Dorfkrug sowie eine Sporthalle im Ortsteil Scheller zur Verfügung. Beim Handball besteht eine Spielgemeinschaft mit dem ETSV Haste.
- MTV Rehren A.R. e. V. von 1911 mit den Sparten Fußball, Tischtennis, Turnen, Gymnastik und Leichtathletik sowie einer Doppelkopfliga. Als Sportstätten stehen zwei Sportplätze sowie eine Sporthalle zur Verfügung.
- MTV Ohndorf e. V. von 1911 mit den Sparten Handball, Tischtennis Gymnastik und Leichtathletik. Eine Mehrzweckhalle und ein Sportplatz stehen hier zur Verfügung. Beim Handball besteht eine Spielgemeinschaft (HSG Schaumburg Nord) mit den Vereinen VfL Bad Nenndorf, TSV Riepen, MTV Waltringhausen und dem TuS Kreuzriehe-Helsinghausen
- Schützenverein Hohnhorst e. V. von 1953. Der Verein verfügt über ein eigenes Vereinshaus sowie über einen überdachten Schießstand.
- Schützenverein Rehren A.R. von 1962. Die Schießstände sind im Keller der „Alten Schule“ eingerichtet.

## Wirtschaft und Infrastruktur

### Öffentliche Einrichtungen
- Für die öffentliche Sicherheit und Ordnung ist das Polizeikommissariat in Bad Nenndorf zuständig.
- Der abwehrende Brandschutz und die allgemeine Hilfe wird durch die Freiwilligen Feuerwehren in Hohnhorst, Ohndorf und Rehren sichergestellt.[8]

### Verkehr
Hohnhorst profitiert von der Nähe zu seinen verkehrsgünstig gelegenen Nachbarorten Haste und Bad Nenndorf. Die BAB 2 ist zehn Autominuten zu den Anschlussstellen Bad Nenndorf oder Wunstorf/Kolenfeld entfernt.
Der ÖPNV wird von der Schaumburger Verkehrs-Gesellschaft (SVG) mit der Buslinie 2602 geleistet. Vom Bahnhof in Haste bestehen Verbindungen nach Hannover und Minden mit einer Fahrzeit von 20 bis 30 Minuten.